# ليسكوين
ليسكوين (بالفرنسية:Lesquin)، هي بلدة فرنسية قريبة من الحدود الدولية مع بلجيكا، تبلغ عدد السكان حوالي 7,463 نسمة.

## توأمة
لليسكوين اتفاقيات توأمة مع كل من:
- لينيش
- جاردوني

## أعلام
- إليز ديلزن
- اليكسيس زيويكي
- بياريك كابل